# معركة نورث آنا
دارت معركة نورث آنا في الفترة الممتدة بين 23 و26 مايو 1864، وكانت جزءًا من الحملة البرية التي شنها الفريق أوليسس إس. غرانت على جيش فيرجينيا الشمالية بقيادة الجنرال في جيش الولايات الكونفدرالية روبرت إي. لي. تخللتها سلسلة من العمليات الصغيرة بالقرب من نهر نورث آنا وسط فيرجينيا، دون اشتباكٍ عام بين الجيوش. تُعرف العمليات الفردية في بعض الأحيان على نحو منفصل باسم: جسر طريق التليغراف وجيريكو ميلز (لعمليات 23 مايو)؛ أوكس فورد وطاحونة كرلز وتقاطع هانوفر (24 مايو).
نقل غرانت جيشه إلى الجنوب الشرقي، على أمل جذب لي إلى المعركة على أرض مفتوحة، بعد الانسحاب من المأزق في سبوتسيلفانيا كورت هاوس. لم يلحق الوصول إلى موقع لي الدفاعي التالي جنوب نهر نورث آنا، لكن لي لم يكن متأكدًا من نية غرانت ولم يجهز في البداية أي أشغال دفاعية مهمة. في 23 مايو، اجتاز الفيلق الخامس من جيش الاتحاد بقيادة اللواء غوفرنير كيه. وارن النهر عند جيريكو ميلز ولم تتمكن فرقة تابعة للجيش الكونفدرالي من فيلق الفريق إيه. بّي هيل من طرد رأس جسره. هاجم الفيلق الثاني بقيادة اللواء وينفيلد إس. هانكوك قوة كونفدرالية صغيرة في «طابية هينغان» بهدف الاستيلاء على جسر تشيسترفيلد المكمل لطريق التلغراف، لكنه لم يتقدم جنوبًا عبر النهر.
في تلك الليلة، ابتكر لي ومهندسيه مخططًا لتحصينات دفاعية على شكل حرف «V - في» مقلوب بهدف تقسيم جيش الاتحاد عند تقدمه والسماح للكونفدراليين باستخدام الخطوط الداخلية لمهاجمة أحد الأجنحة وهزيمتها، مما يمنع الجناح الآخر من تقديم الدعم في الوقت المناسب. سقط جيش الاتحاد بدايةً في هذا الفخ. مع فشل رجال هانكوك في تنفيذ الأشغال الكونفدرالية في الجزء الشرقي من الشكل V في 24 مايو، صُد لواءٌ تحت قيادة العميد الثمل جيمس إتش. ليدلي، نتيجة هجوم غير مدروس على موقع قوي في أوكس فورد، قمة الشكل V. لسوء حظ الكونفدراليين، كان لي يعاني من مشاكل في القلب ولم يتمكن أي من عناصره تنفيذ هجومه المزمع. يشير غاري غالاغر، أحد مؤرخي الحرب الأهلية، إلى أنها المرة الوحيدة التي أثرت فيها صحة العميد لي بشكل مباشر على مسار المعركة. غالبًا ما يُقال إن هذه المشكلات الصحية تسببت في قرارات مشكوك فيها في غيتيسبيرغ، لكن غالاغر يشير إلى أن لي كان جنرالًا حاد التفكير بجرأة وأن إجراءاته في غيتيسبيرغ كانت نموذجية لهذه العقلية.
بعد يومين من المناوشات التي حدقت فيها الجيوش ببعضها البعض، كلٌّ من تحصيناته، انتهت المعركة غير الحاسمة عندما أمر غرانت بحركة واسعة أخرى إلى الجنوب الشرقي، في اتجاه تقاطع طرقٍ عند كولد هاربور.

## المعركة

### 23 مايو: جسر تشيسترفيلد وجيريكو ميلز
في صباح يوم 23 مايو، وصل وارن إلى كنيسة جبل الكرمل وتوقف للحصول على التعليمات. جاء فيلق هانكوك من الخلف واختلطت الوحدتان بحالة من اليأس على الطريق. قرر قادة الفيلق أن يستمر هانكوك على طول طريق التلغراف إلى جسر تشيسترفيلد في حين تقرر أن يعبر وارن نهر نورث آنا عند جيريكو ميلز باتجاه منبعه. لم تكن هناك تحصينات كبيرة أمامهم. أساء لي في حكمه على خطة غرانت، على افتراض أن أي تقدم باتجاه نورث آنا سيكون مجرد تمويه، في حين واصل الجزء الرئيسي من جيش غرانت الالتفاف إلى الشرق. عند جسر تشيسترفيلد المكمل لطريق التلغراف، شيد لواء صغير من جيش كارولينا الجنوبية بقيادة العقيد جون دبليو. هينغان طابية ترابية، وكان هناك فريق صغير يحرس جسر السكة الحديد عند مصب النهر، لكن جميع معابر النهر الأخرى تُركت دون حماية. وسيستفيد غرانت من الفرصة الذهبية التي قُدمت له إذا ما تحرك بسرعة كافية لاغتنامها.
قادت فرقة اللواء ديفيد بي. بيرني رتل هانكوك على طريق التلغراف. عندما بدأوا في إطلاق النار من طابية هينغان، نشر بيرني لوائين للهجوم: لواء العميد توماس دبليو. إيغان شرق الطريق ولواء العميد بايرون آر. بيرس إلى الغرب. فتحت مدفعية الفيلق الثاني النار على الكونفدراليين ورد الفيلق الأول التابع للعقيد إدوارد بورتر ألكسندر بالمثل. كاد الفريق أول لي، الذي يراقب من منزل فوكس، أن يتعرض لقذيفة مدفعية استقرت في إطار الباب. كاد ألكسندر أن يُقتل بالطوب المتطاير عندما أصابت قذيفة من جيش الاتحاد مدخنة المنزل. في الساعة 6 مساءً، شن مشاة الاتحاد هجومهم المباشر. تلقى إيغان وبيرس الدعم من لواء العقيد ويليام آر. بروستر. غرز الجنود حرابهم في المتاريس واستخدموها كسلالم متنقلة، مما سمح لرفاقهم بالتسلق فوق ظهورهم. دُحرت قوة هينغان الصغيرة وهرب عناصرها عبر الجسر. حاولوا حرقه خلفهم، لكن رماة جيش الاتحاد أجبروهم على الفرار. لم يحاول رجال هانكوك عبور الجسر والاستيلاء على الأرض في الجنوب لأن مدفعية ألكسندر كانت تطلق عليهم وابلًا من النيران. تحصنوا، عوضًا عن ذلك، في الضفة الشمالية للنهر.
في جيريكو ميلز، وجد وارن جسر النهر دون حماية. فأمر فرقة العميد تشارلز غريفين بالعبور وتشكيل رأس جسر. بحلول الساعة 4:30 مساءً، عبر باقي عناصر الفيلق على جسور عائمة. سمع وارن من أحد الأسرى أن الكونفدراليين كانوا يخيمون في مكان قريب من خط السكة الحديدية المركزية في فيرجينيا، فرتب رجاله في خطوط المعركة: اصطفت فرقة العميد سامويل دبليو. كروفورد على اليسار، وفرقة غريفين على اليمين. بدأت بعدها فرقة العميد ليساندر كاتلر بالتحرك نحو يمين غريفين. أقنع الجنرال لي قائد فيلقه الثالث، إيه. بّي. هيل، بأن حركة وارن كانت مجرد خدعة، لذلك أرسل هيل فرقة واحدة فقط، بقيادة اللواء كادموس إم. ويلكوكس، إلى جانب وحدة المدفعية التي يقودها العقيد ويليام جيه. بيغرام، للتصدي لتهديد وارن البسيط المفترض.
وجه ويلكوكس وبيغرام ضربة قوية. تكبدت فرقة كروفورد أضرارًا جسيمة من قِبل المدفعية وتضررت فرقة غريفين بشدة على يد جنود فرقة كارولينا الشمالية تحت قيادة العميد جيمس إتش. لين وجنود فرقة كارولينا الجنوبية تحت قيادة العميد سامويل ماكغوان. تعرض جناح كاتلر، الذي وصل لتوه إلى خط المعركة، للهجوم من قِبل الجورجيين في لواء العميد إدوارد إل. توماس، والمزيد من عناصر جيش كارولينا الجنوبية تحت قيادة العقيد براون، وفرقة من جيش كارولينا الشمالية تابعة للواء العميد ألفريد إم. سكيلز (بقيادة العقيد ويليام إل. لورانس مؤقتًا). اختُرق خط كاتلر وهرب رجاله إلى الخلف، لكن طريقهم في التراجع أدى إلى الجروف المطلة على نورث آنا. كاد الفيلق الخامس بقيادة وارن أن يتعرض لهزيمة كبيرة لولا تدخل مدفعيته، بقيادة العقيد تشارلز إس. وينرايت، الذي وضع 12 مدفعًا على الحافة وفتح وابلًا من النار على الكونفدراليين. في الوقت نفسه، قاد فوج مشاة بنسلفانيا الثالث والثمانين جزءًا من لواء العميد جوزيف جيه. بارتليت أسفل واد ضيق وضرب الجناح الأيمن للواء توماس. هرب الجورجيون، فكشفوا عن جناح سكيلز وتركوا رجاله في وضع ضعيف. نظرًا لأن التعزيزات من فرقة اللواء هنري هيث لن تصل في الوقت المناسب، أمر ويلكوكس رجاله بالانسحاب. تفوقوا عليه عدديًا عددًا بنحو 15,000 إلى 6,000. تكبدت فرقته 730 ضحية، بمن فيهم العقيد براون الذي أُسر؛ بلغ عدد ضحايا الاتحاد 377. في صباح اليوم التالي، أعرب روبرت إي. لي عن استيائه من أداء هيل: «أيها الجنرال هيل، لماذا سمحت لهؤلاء الأشخاص بالعبور من هنا؟ لماذا لم تستخدم كامل قوتك وتعيدهم كما كان من شأن جاكسون أن يفعل؟».